# Lesignano de’ Bagni
Lesignano de’ Bagni ist eine norditalienische Gemeinde (comune) mit 5124 Einwohnern (Stand 31. Dezember 2023) in der Provinz Parma in der Emilia-Romagna. Die Gemeinde liegt etwa 17 Kilometer südsüdwestlich von Parma am Fluss Parma und ist Teil der Comunità montana Appennino Parma Est.

## Gemeindepartnerschaften
Seit 2008 besteht eine Gemeindepartnerschaft mit der französischen Gemeinde Chaponost, einer banlieue im Südwesten von Lyon, im Département Rhône.